# Candelaria Loxicha
Candelaria Loxicha är en kommun i Mexiko.   Den ligger i delstaten Oaxaca, i den sydöstra delen av landet, 500 km sydost om huvudstaden Mexico City.
Följande samhällen finns i Candelaria Loxicha:
- Los Horcones
- Santa María Tepejipana
- Miramar
- Santiago la Galera
- El Alacrán
- El Molino
- El Chilar
- La Ciénega
- El Caulote
- Barrio la Esperanza
- Barrio Nuevo
- San Martín Ondinas
- Río Candelaria
- Cerro Cruz
- San Lucas
- El Zacatal
- El Zapote
- Río los Peces
- El Trapiche
- Tierra Blanca
- Cerro Perico